# Kiki Smith

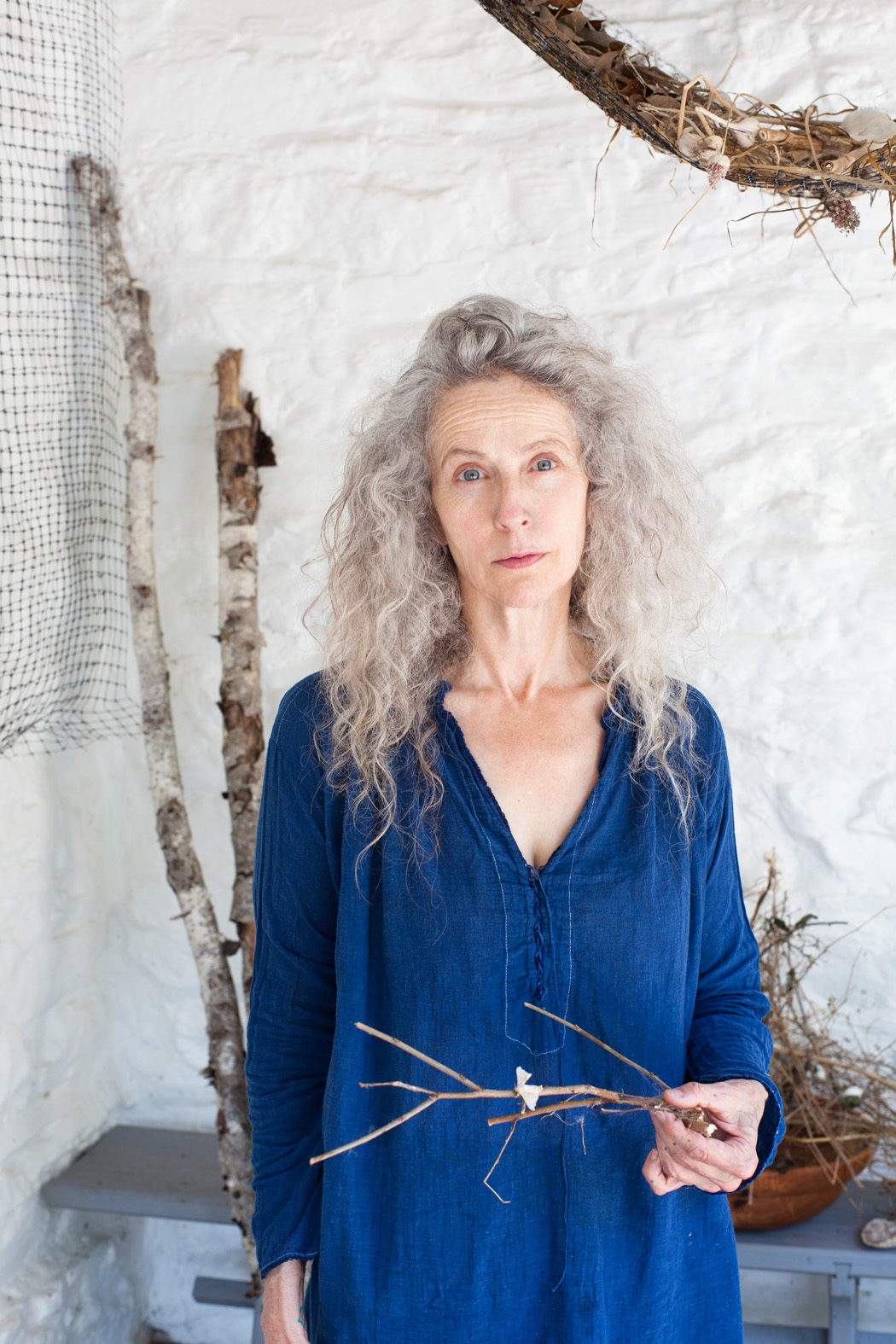
Kiki Smith, 2013

Kiki Smith (* 18. Januar 1954 in Nürnberg) ist eine deutsch-amerikanische Künstlerin, die hauptsächlich für ihre Arbeit als Bildhauerin und Druckgrafikerin bekannt ist.

## Leben
Kiki Smith wurde 1954 in Nürnberg als eines von drei Kindern des berühmten Bildhauers Tony Smith geboren. Aufgewachsen in South Orange, New Jersey, kam sie in ihrer Jugend erstmals mit der Kunst in Kontakt, als sie ihrem Vater half, Pappmodelle für dessen Skulpturen zu erstellen. Von 1974 bis 1976 besuchte sie für 18 Monate  die Hartford Art School in Connecticut, schloss das Studium jedoch nicht ab. Seitdem lebt und arbeitet sie in New York City, wo sie 1985 im Bedford Stuyvesant Brooklyn Interfaith Hospital kurz eine Ausbildung zur Rettungssanitäterin begann, um bessere Einsichten in den menschlichen Körper zu bekommen, die ihr bei der Erstellung ihrer Kunstwerke nützlich sein können.

## Künstlerische Karriere
Ende der 1970er Jahre begann Smith unter dem Einfluss von Künstlerinnen wie Louise Bourgeois, Eva Hesse, Nancy Spero und Hannah Wilke ihre künstlerische Tätigkeit in der Künstlergruppe Colab, die 1980 die Times Square Show veranstaltete. Ihre Kunst – zu Anfang meist Siebdrucke auf Kleidungsstücken – thematisierte ab diesem Zeitpunkt hauptsächlich die Anatomie des menschlichen Körpers. Für ihre Skulpturen hat sie im Verlauf ihrer Karriere eine ganze Bandbreite von Materialien benutzt, unter anderem Bronze, Reispapier und Glas. Die Arbeit mit Letzterem begann sie 1985 auf dem New York Experimental Glass Workshop. Ihre Kunst war stets auch immer ein Spiegel der gesellschaftlichen Entwicklung. In den Zeiten der Entdeckung des HIV und nach dem Tod ihrer Schwester durch Aids stellten Werke wie Game Time (1986) eine Provokation dar: Zwölf mit Blut gefüllte Gläser waren auf einen Sockel montiert, auf dem „There are approx. 12 pints of blood in the human body.“ zu lesen war. Das Thema Abtreibung schlug sich bei ihr in der Bronzeskulptur Womb (1986) nieder. Dargestellt ist ein geschwollener Uterus, der sich öffnen lässt. Geöffnet präsentiert sich dem Betrachter jedoch nichts. Der Uterus ist leer.

Kiki Smith: Rapture (Bronze), 2001

Anfang der 1990er Jahre hatten sich ihre Werke zu lebensgroßen Skulpturen entwickelt, die den menschlichen Körper in meist schonungsloser Weise darstellten. Ihr erstes Werk dieser Art war aus Bienenwachs gefertigt und wurde 1990 in der Fawbush Gallery in New York ausgestellt: Ein nackter weiblicher und männlicher Körper hängen reglos in einem Abstand von etwa einem Meter aufrecht auseinander. Beide Körper sind mit roten Flecken überzogen und erzeugen das Bild von Krankheit. Aus der Brust der Frau fließt Muttermilch und am Bein des Mannes rinnt männlicher Samen hinab.
Sie kehrte in ihren Werken stets das Innere nach außen, indem sie auch das „Verborgene“ des Körpers, wie die Körpersäfte, Verdauungsorgane und Exkremente in ihren Skulpturen und Installationen thematisierte. Gegen Ende des Jahrzehnts durchwirkte jedoch eine neue Strömung ihre Kunstwerke. Die Themen Natur, Säugetiere und märchenhafte Motive sind in den neueren Werken – sowohl in Skulpturen als auch in den Bildern – ebenso vorherrschend; so beispielsweise auch in ihrer Ausstellung All Creatures Great and Small 1998 bei der Kestnergesellschaft in Hannover, wo dem Besucher neben der Darstellung von Katzen und Vögeln auch Motive wie Sterne und Monde präsentiert wurden. Ihre Werke umfassen eine Reihe von Selbstporträts.
Smith über ihre Arbeit: „Der Körper ist unser gemeinsamer Nenner und die Bühne für unsere Lust und unser Leid. Ich will durch ihn ausdrücken, wer wir sind, wie wir leben und sterben.“

## Einzelausstellungen (Auswahl)
- 2024: Arp Museum Bahnhof Rolandseck, Verwobene Welten
- 2023/24: Pinakothek der Moderne, München. From my heart.
- 2023/24: Diözesanmuseum Freising. Kiki Smith. Empathy.
- 2018: Haus der Kunst, München. Procession.
- 2014: Galleria continua, San Gimignano. Path.
- 2009: Fundació Joan Miró, Barcelona, Her Memory.
- 2003: Museum of Modern Art, New York City, Prints, Books and Things
- 2001: Ulmer Museum, Ulm, Small Sculptures and Large Drawings
- 1998: Kestnergesellschaft, Hannover
- 1996: Works 1988–1995 Petrikirche in Lübeck, Museum of Contemporary Art (Los Angeles) und Montreal Museum of Fine Arts, Montreal.
- 1994: Louisiana Museum of Modern Art. Humlebæk, Dänemark.
- 1994: Israel Museum, Jerusalem.

## Ausstellungsbeteiligungen (Auswahl)
- 2003: San Francisco Museum of Modern Art, San Francisco, Art of the 1990s from the Logan Collection
- 1997: Documenta X, Kassel
- 1995: Centre Pompidou, Paris, femininmasculin
- 1993: Biennale di Venezia, Venedig, Aperto

## Sammlungen (Auswahl)
Mehrere große Museen stellen Kunstwerke von Kiki Smith aus:
- Buffalo AKG Art Museum, Buffalo
- Art Institute of Chicago, Chicago
- Britisches Museum, London
- Museum für Kunst- und Kulturgeschichte der Hansestadt Lübeck Skulptur der Maria Magdalena im Garten des Burgklosters
- Galerie für Zeitgenössische Kunst
- High Museum of Art, Atlanta
- Irish Museum of Modern Art, Dublin
- Museum Abteiberg, Mönchengladbach
- Museum of Contemporary Art, Los Angeles
- Museum of Fine Arts, Boston
- Museum Pfalzgalerie, Kaiserslautern
- Kunsthalle Mannheim, Mannheim
- Lehmbruck-Museum, Duisburg

## Preise und Auszeichnungen
- 2000: Skowhegan School of Art’s Medal for Sculpture
- 2005: Athena Award for Excellence in Printmaking
- 2005: Aufnahme in die American Academy of Arts and Letters, Department Arts
- 2006: Wahl zum Mitglied (NA) der National Academy of Design[4]
- 2012: Mitglied der American Academy of Arts and Sciences
- 2019: Österreichisches Ehrenzeichen für Wissenschaft und Kunst[5]

## Sonstiges
- Kiki Smith zierte im Juni 1998 das Titelblatt des Kunstmagazins ARTnews.
- In Freising steht die von Kiki Smith gestaltete Kapelle The Chapel of Mary’s Mantle